# Borracha de butadieno estireno
Borracha de butadieno estireno (SBR) é um copolímero do estireno e do butadieno.